# Aeroportul Orapa
Aeroportul Orapa (IATA: ORP, ICAO: FBOR) este un aeroport din Orapa, Districtul Central, Botswana, Botswana.
Situat la o altitudine de 944 m, aeroportul dispune de o singură pistă.